# Maison de Ljubiša Janković à Leskovac
La maison de Ljubiša Janković à Leskovac (en serbe cyrillique : Кућа Љубише Јанковића у Лесковцу ; en serbe latin : Kuća Ljubiše Jankovića u Leskovcu) se trouve à Leskovac, dans la municipalité de Petrovac na Mlavi et dans le district de Braničevo, en Serbie. Elle est inscrite sur la liste des monuments culturels protégés de la république de Serbie (identifiant no SK 713).

## Présentation
La maison est située en dehors du centre du village, sur le côté gauche de la route Petrovac na Mlavi-Žagubica. Elle a été construite au milieu du XIXe siècle. Par ses caractéristiques, elle appartient au type « développé » des maisons moraviennes.
Par son plan, elle adopte la forme de la lettre cyrillique « Г » ; elle mesure 9,70 m sur 7. Elle est dotée d'une cave bâtie en pierres concassées et en boue et d'un porche proéminent avec des arcades peudo-moraviennes fermé par un parapet. Elle est construite selon la technique des colombages avec un remplissage de brindilles entrelacées ; les murs sont enduits d'un mortier de boue et blanchis ; le toit à quatre pans est recouvert de tuiles. Du côté sud se trouve une entrée avec un escalier en bois.
En plus de la cave et du porche, l'espace intérieur est constitué d'une partie centrale appelée « kuća », c'est-à-dire la « maison » au sens restreint du terme, d'une grande pièce et d'une pièce plus petite.
Autrefois, la maison abritait des objets précieux appartenant à la culture matérielle comme une roue à aubes en bois, des bancs, un poêle à la place du foyer traditionnel dans la kuća », des chariots et des attelages. En 2006, la maison a été démontée en vue d'une réinstallation dans l'écomusée de Tulba, à Požarevac.